# Raigarh (Distrikt)
Raigarh ist ein Distrikt im indischen Bundesstaat Chhattisgarh.
Die Fläche beträgt 8070 km². Sitz der Verwaltung ist die gleichnamige Stadt Raigarh.

## Geschichte
Der Distrikt gehörte bis 2000 zu Madhya Pradesh, als der neue Bundesstaat Chhattisgarh gegründet wurde.

## Bevölkerung
Die Einwohnerzahl lag bei 1.493.984 (2011). Die Bevölkerungswachstumsrate im Zeitraum von 2001 bis 2011 betrug 18,05 % und lag damit sehr hoch. Raigarh hat ein Geschlechterverhältnis von 991 Frauen pro 1000 Männer und damit einen für Indien häufigen Männerüberschuss. Der Distrikt hatte 2011 eine Alphabetisierungsrate von 73,26 %. Die Alphabetisierung liegt damit ähnlich dem nationalen Durchschnitt. Knapp 95,3 % der Bevölkerung sind Hindus, ca. 3,2 % sind Christen, ca. 1,2 % sind Muslime, ca. 0,1 % sind Sikhs und ca. 0,4 % gaben keine Religionszugehörigkeit an oder praktizierten andere Religionen. 13,1 % der Bevölkerung sind Kinder unter 6 Jahre. In der Region wird die Sprache Chhattisgarhi gesprochen, daneben werden auch Oriya und Hindi gesprochen.
Knapp 16,5 % der Bevölkerung leben in Städten. Die größte Stadt ist Raigarh mit 137.126 Einwohnern.

## Wirtschaft
Im Distrikt wird Jute verarbeitet sowie Kohle und Stahl produziert. Daneben dominiert vor allem die Landwirtschaft.